# Sierra de la Punilla
Pour les articles homonymes, voir Punilla.
La sierra de la Punilla est un massif de montagnes qui s'étend dans la direction nord-sud dans la précordillère, dans les provinces de San Juan et de La Rioja, dans le Nord-Ouest de l'Argentine.

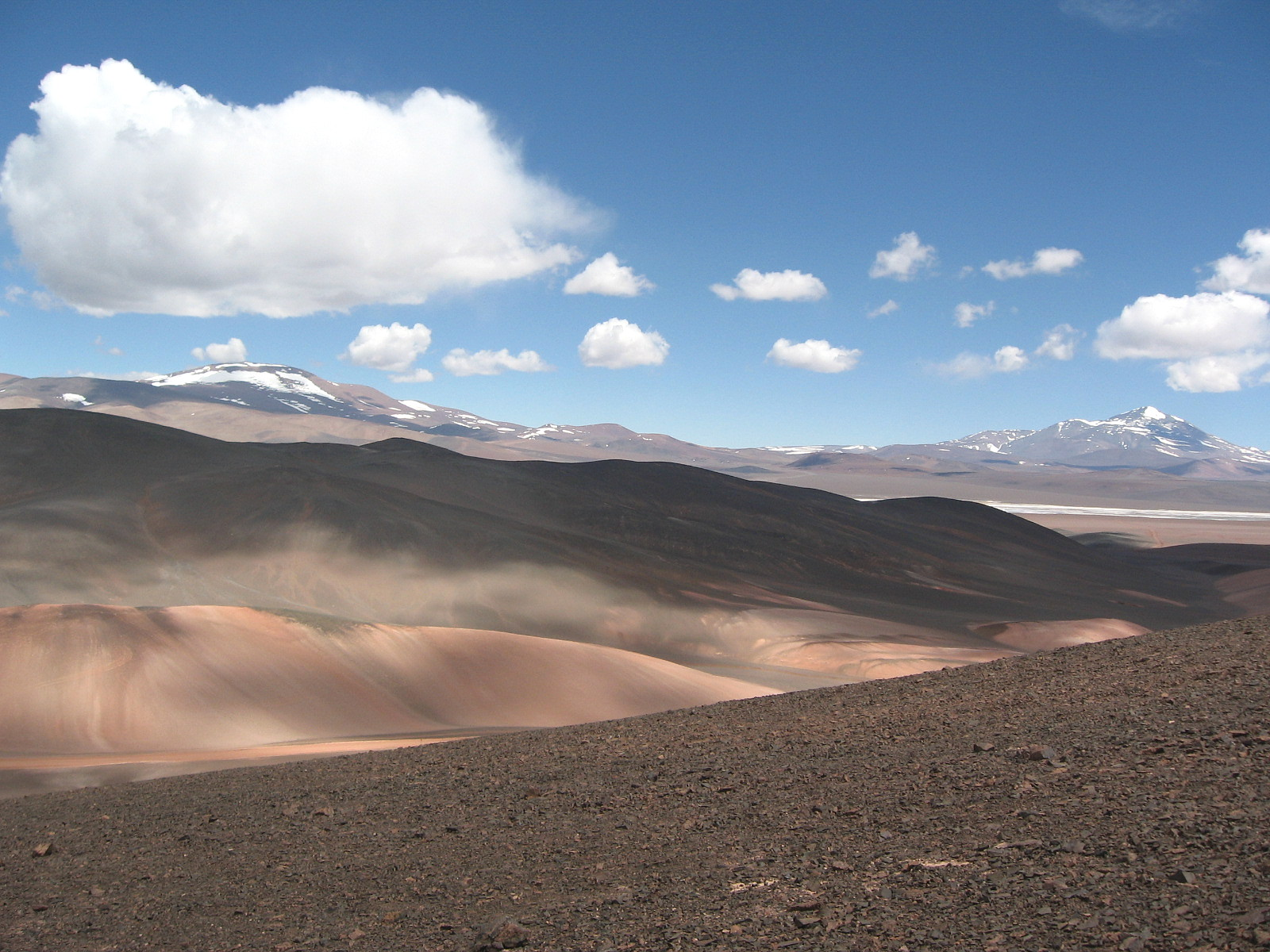
Chaînon oriental, dans la réserve provinciale Laguna Brava.

La sierra de la Punilla s'étend de la laguna Brava au nord jusqu'au rio Jachal au sud. Elle comprend deux chaînons. Le premier, situé au sud-ouest de la laguna Brava, s'étend sur quelque 40 km de long et comprend des sommets s'élevant à plus de 4 500 m ; son point culminant est le cerro Alto del Descubrimiento (4 851 m). Le deuxième chaînon se trouve au sud-est du premier et s'étend sur 125 km de long. Son point culminant est le cerro La Bolsa dont le sommet s'élève à 4 857 m.

## Faune et flore
Les conditions semi-désertiques de la sierra de la Punilla limitent considérablement la croissance des végétaux. Cela a, à son tour, un impact sur les possibilités de développement des insectes, des oiseaux et des mammifères. Parmi les espèces animales présentes dans la région figurent le tinamou élégant, le mara, le chinchilla et le guanaco, ainsi que quelques nandous et vigognes.